# Gomesa dasytyle
La Gomesa dasytyle  es una especie de orquídeas epifita. Es nativa de Río de Janeiro en Brasil.

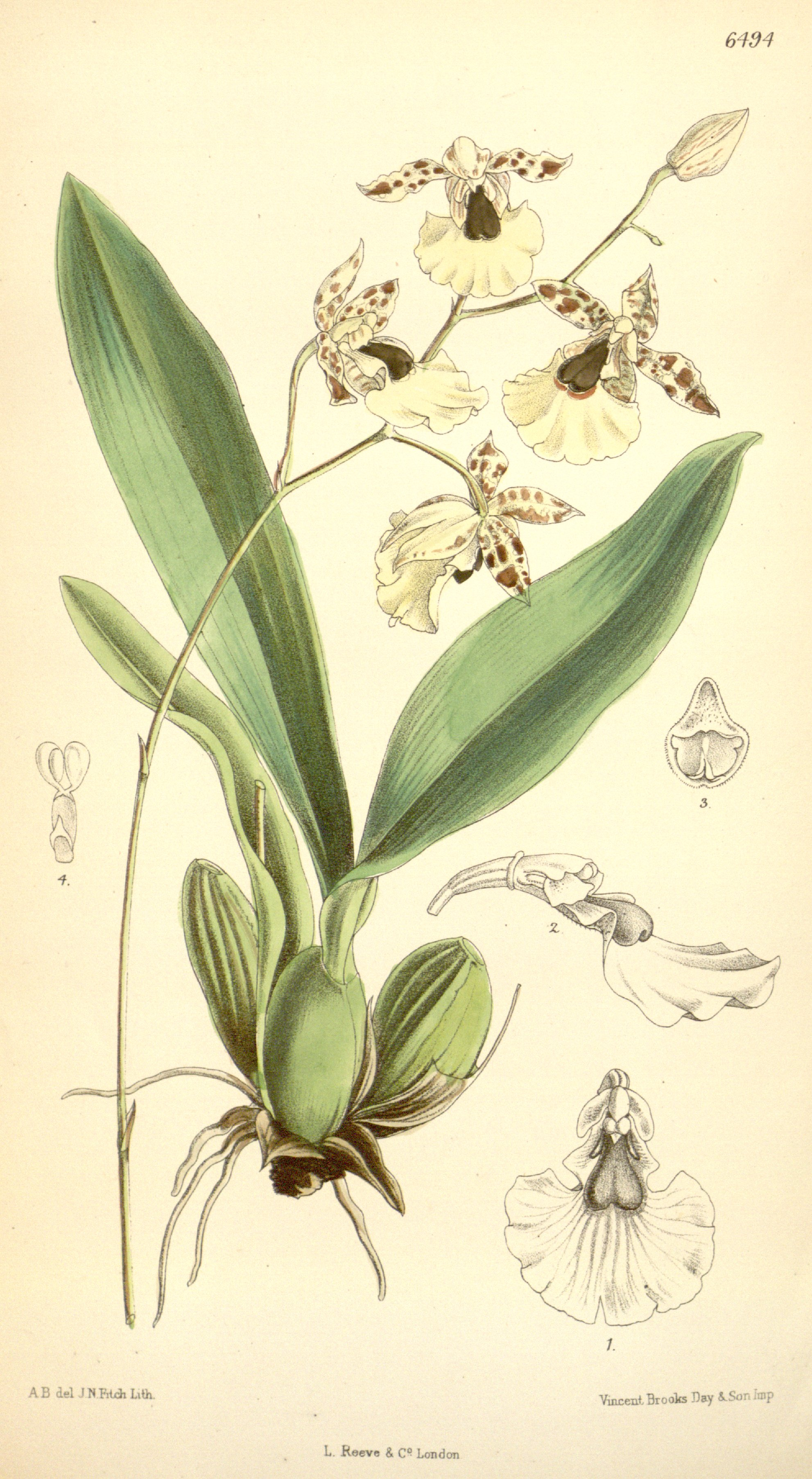
Ilustración

## Descripción
Es una orquídea de tamaño pequeño a mediano, epífita con pseudobulbos ovalados, agrupados, surcados con la edad, comprimidos que lleva de 1 o 2 hojas apicales, angostamente lanceoladas, subagudas, de color verde brillante. Florece en una inflorescencia delgada, arqueada a colgante de 30 a 50 cm de largo, racemosa o ramificada con 3 a 6 flores, que se abren sucesivamente. La floración se produce en el invierno hasta el verano. Esta especie se encuentra mejor montada sobre helechos arborescentes, con clima cálido a templado, alta humedad y mucha sombra. 

## Distribución y hábitat
Se encuentra en el estado de Río de Janeiro, Brasil en las montañas costera con clima fresco, con los días luminosos y fuerte rocío por la noche en altura de 1070 a 1200 metros. 

## Taxonomía
Gomesa dasytyle fue descrita por (Rchb.f.) M.W.Chase & N.H.Williams y publicado en Ann. Bot. (Oxford) 104: 396 2009.
Etimología
Gomesa: nombre genérico que fue otorgado en honor al botánico portugués Bernardino Antonio Gomes.
dasytyle: epíteto latíno que significa "con el estilo peludo"
Sinonimia
- Brasilidium dasytyle (Rchb.f.) F.Barros & V.T.Rodrigues
- Carenidium dasytyle (Rchb.f.) Baptista
- Concocidium dasytyle (Rchb.f.) Romowicz & Szlach.
- Oncidium dasytyle Rchb.f.[3][1]